# SAR-Klasse 14
Die Fahrzeuge der Klasse 14 der South African Railways (SAR) waren Dampflokomotiven mit der  Achsfolge 2’D1’ (Mountain). 
Robert Stephenson & Co. lieferte 1913–1915 45 Exemplare für die bogen- und steigungsreiche Hauptstrecke zwischen Durban und Ladysmith. Es waren verkleinerte Ausführungen der Klasse 12, und viele Teile waren zwischen beiden Klassen austauschbar. Der wesentliche Unterschied waren die kleineren Kuppelräder der Klasse 14.

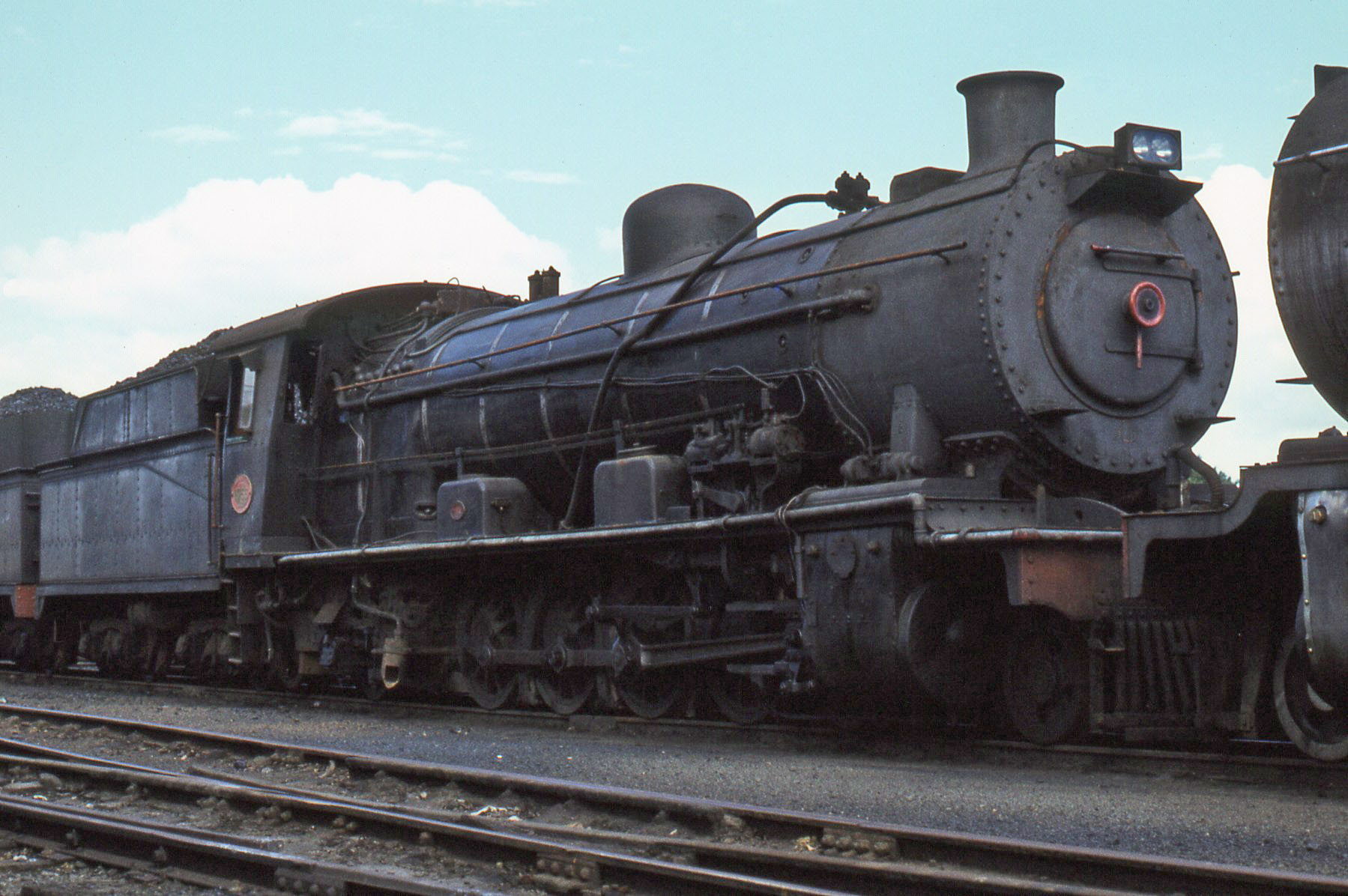
Klasse 14R Nr. 1756 (ex Klasse 14B) in Mason’s Mill, 29. März 1979

Weitere 15 Maschinen lieferte Beyer-Peacock im Jahr 1915. Diese als Klasse 14B bezeichneten Lokomotiven hatten zunächst keinen Überhitzer, weil sie für den Vorortverkehr mit kurzem Haltestellenabstand bestimmt waren und man davon ausging, dass dabei ohnehin kein hoher Grad an Überhitzung erzielt werden konnte. Diese Rechnung ging jedoch nicht auf, und wegen ihrer Ineffizienz wurden bis 1927 alle 14B mit Überhitzern nachgerüstet und der Klasse 14 zugeordnet.
Alle 60 Lokomotiven wurden in den 1930er Jahren mit neuen Standardkesseln ausgerüstet. Dabei wurde die Klassenbezeichnung von 14 auf 14R geändert (R wie reboilered). Im Rahmen des Umbaus erhielten die Lokomotiven auch neue Führerhäuser mit der für die SAR typischen nach vorne geneigten Stirnseite.
Nach der Elektrifizierung ihrer Stammstrecke wurden die Lokomotiven auf die von Durban ausgehend nach Norden und Süden verlaufenden Küstenstrecken verlegt. 1976 wurden viele Maschinen in die Bergwerksregion um Johannesburg verlegt, wo sie ihre letzten Jahre im Rangierdienst verbrachten.
1983 wurden die letzten Exemplare ausgemustert.